# Кшижувки (Сілезьке воєводство)
Кшижувки (пол. Krzyżówki) — село в Польщі, у гміні Єлесня Живецького повіту Сілезького воєводства.
Населення — 271 особа (2011).
У 1975-1998 роках село належало до Бельського воєводства.

## Демографія
Демографічна структура станом на 31 березня 2011 року:
|          | Загалом | Допрацездатний вік | Працездатний вік | Постпрацездатний вік |
| -------- | ------- | ------------------ | ---------------- | -------------------- |
| Чоловіки | 136     | 32                 | 91               | 13                   |
| Жінки    | 135     | 27                 | 71               | 37                   |
| Разом    | 271     | 59                 | 162              | 50                   |